# Comité Paralímpico de Samoa
El Comité Paralímpico de Samoa es el comité paralímpico nacional que representa a Samoa. Esta organización es la responsable de las actividades deportivas paralímpicas en el país. Es miembro del Comité Paralímpico Internacional y del Comité Paralímpico de Oceanía.